# Орден Святого Карла (Монако)
Орден Святого Карла (англ. 0rdre de Saint-Charles) — вища державна нагорода Монако. Заснована Найвищим Указом від 15 березня 1858. Орденом нагороджують за заслуги та старанну службу на благо Держави або особисто князя.

## Опис
Орден має 5 ступенів:
- Великий хрест, (фр. Grand-Croix)
- Великий офіцер, (фр. Grand Officier)
- Командор, (фр. Commandeur)
- Офіцер, (фр. Officier)
- Кавалер, (фр. Chevalier)

У положення про нагороду тричі вносилися зміни та доповнення: 16 січня 1863, 2 листопада 1953 і 23 грудня 1966.